# Rückprojektionsbildschirm

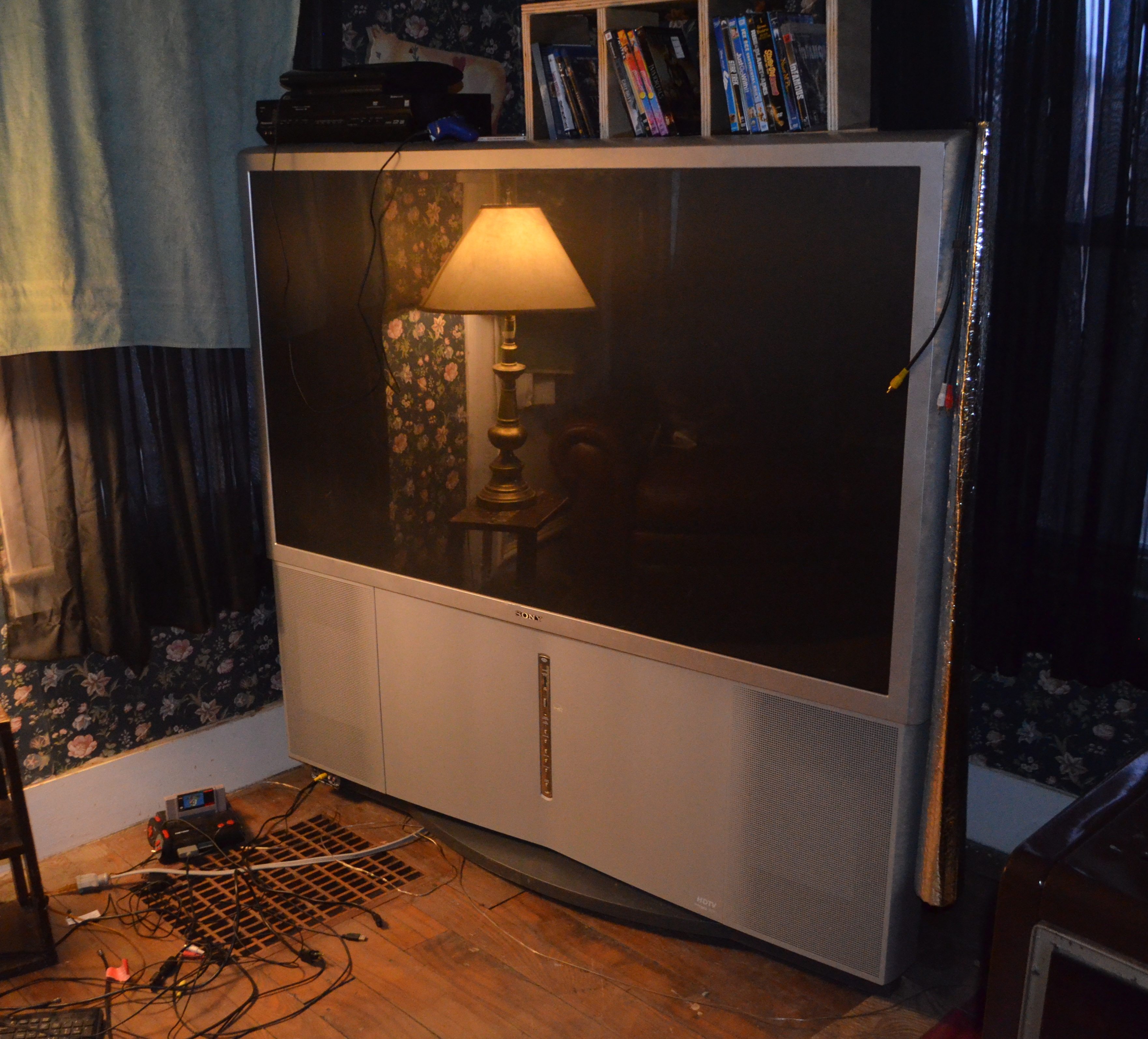
Sony-Modell (2004)

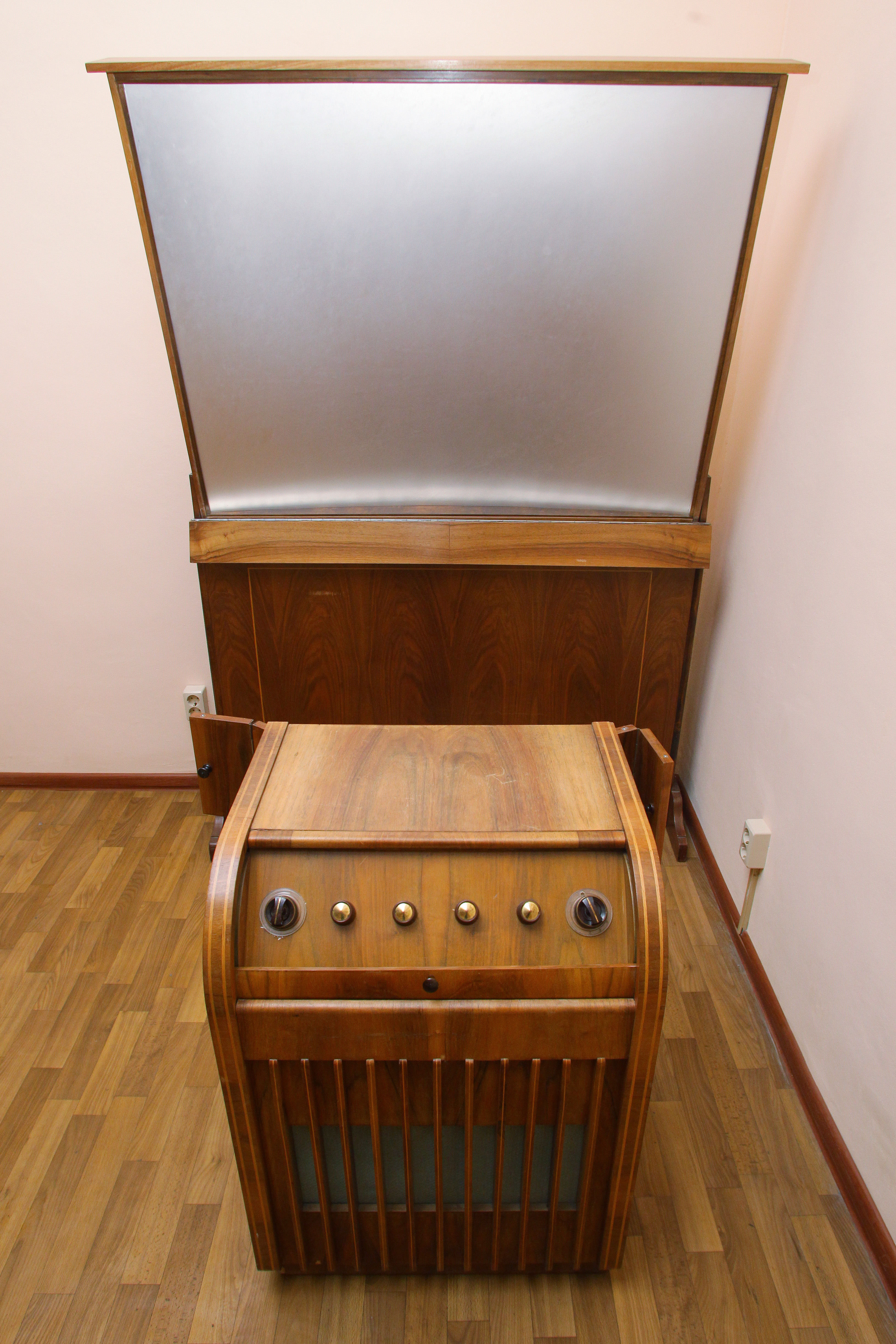
Sowjet. Modell (1957)

Ein Rückprojektionsbildschirm ist ein Bildschirm, bei dem das Bild durch eine Spiegeloptik auf eine Mattscheibe projiziert wird.

## Technik
Die Technik wurde zeitweise in Fernsehgeräten eingesetzt, um preisgünstig größere Bildschirmdiagonalen zu erreichen. Sie ist vergleichbar mit klassischen Videoprojektoren, allerdings steht der Projektor in diesem Fall nicht vor einer Leinwand, sondern ist im Gerät eingebaut. Zur Bilderzeugung wird entweder ein Röhren-, DLP- oder ein LC-Projektor verwendet, der das Bild seitenverkehrt nach oben abstrahlt. Darüber befindet sich im Winkel von ca. 45 Grad ein trapezförmiger Planspiegel, der den Lichtstrahl auf die lichtdurchlässige Mattscheibe wirft. Eine hinter der Mattscheibe angeordnete Fresnel-Linse sorgt für gleichmäßige Helligkeit im Randbereich der Anzeige. 

## Vorteile
Gegenüber Flachbildschirmen oder Großbildprojektionen verfügen Rückprojektionssysteme über entscheidende Vorteile:
- Sie sind häufig nahezu randlos ausgelegt und können daher durch Kombination mehrerer Module nahezu beliebig große Bildflächen realisieren.
- In vielen Anwendungsbereichen (z. B. Schaltbildern von Anlagensteuerungen) sind Darstellungsqualität und Farbechtheit nicht die Hauptanforderung. In diesen Fällen ist die Rückprojektionstechnik schon bei mittleren Größen kostengünstiger als vergleichbare TFT-Lösungen.
- Großveranstaltungen: Es gibt keinen Strahlengang durch die Seite der Zuschauer, die aufwändige Positionierung und Ausrichtung eines Projektors entfällt.
- unempfindlich gegenüber Dauerbetrieb.
- auch bei sehr hellem Umgebungslicht sehr gute Ablesbarkeit; keine Reflexionen in der Bildfläche.
- deutlich geringerer Beleuchtungseffekt auf die Umgebung; große TFT-Systeme wirken wie eine zusätzliche Lichtquelle im Raum.
- geringe Stromaufnahme bezogen auf die Darstellungsfläche.
- sehr gute Kontraste und hervorragende Schwarzwerte.

## Nachteile
- Analog zum Röhrenbildschirm geht mit der Größe der Darstellungsfläche immer eine bestimmte Bautiefe einher.
- Die Lebensdauer der Leuchtmittel und auch des Projektors selbst ist begrenzt. Zwar ist in vielen Fällen ein schneller Austausch möglich – dennoch sind diese Kosten bei der Betrachtung der TCO zu berücksichtigen.
- Die Darstellungsqualität moderner Flüssigkristallbildschirme ist zwar erreichbar, dann jedoch zu erheblich höheren Kosten.

## Einsatzbereiche
Vor Erscheinen der Flüssigkristallbildschirme spielten Rückprojektionsbildschirme im Consumerbereich nur bei hochwertigen Systemen der Unterhaltungselektronik eine signifikante Rolle. In dieser Zeit war es ansonsten nicht möglich, mit den damals vorherrschenden Röhrengeräten größere Bilddiagonalen als ca. 85 cm umzusetzen. Nach Erscheinen der Flachbildschirme kosteten Rückprojektionsbildschirme zunächst deutlich weniger als Plasma-Fernseher derselben Größe, dies änderte sich jedoch rasch. In der Unterhaltungselektronik spielen daher Rückprojektionssysteme heute eine untergeordnete Rolle und sind in einigen Bereichen fast vollständig verdrängt worden.
Rückprojektionssysteme waren und sind jedoch sehr häufig bei Anlagensteuerungen, Schaltwarten, Verkehrsleitzentralen oder Großveranstaltungen im Einsatz und haben dort derzeit keine Alternative. 